# Florence Auer
Florence Auer (3 de marzo de 1880 – 14 de mayo de 1962) fue una actriz estadounidense de teatro y cine cuya carrera abarcó más de cinco décadas.

## Vida y carrera
Nacida en Albany, Nueva York, Auer comenzó su carrera en los escenarios de la Costa Este a principios del siglo 20. Su primera actuación conocida en el teatro de Broadway fue en una producción de septiembre de 1907 de The Ranger, producida por Charles Frohman en el Wallack's Theatre. Auer formaba parte de la compañía teatral de Frohman de catorce actores que se incorporarían a los Vitagraph Studios como su primer grupo de destacados actores de cine en torno a 1907. Poco después comenzó a aparecer en películas; su primera aparición en el cine fue en el cortometraje cómico de 1908 dirigido por Wallace McCutcheon Sr. The Sculptor's Nightmare junto al director D.W. Griffith. Auer, una de las "Biograph Girls" originales (junto con las actrices Marion Leonard y Florence Lawrence), aparecería junto a futuros directores tan notables como Griffith, Thomas H. Ince, Robert G. Vignola, Harry Solter y Mack Sennett en sus primeras carreras como actores. Estas primeras asociaciones ayudarían a garantizar la longevidad de Auer en el cine cuando los antiguos actores se convirtieron en directores notables y a menudo eligieron a Auer para sus películas posteriores.
Durante sus primeros años como actriz de cine, Auer aparecería junto a actores populares de principios del siglo 20 como: Florence Lawrence, Florence Turner, Maurice Costello, Owen Moore, Robert "Bobby" Harron y Julia Swayne Gordon.
Auer aparecería en películas hasta la década de 1950, y luego pasaría a la televisión antes de retirarse. Una de sus últimas apariciones en el cine fue en la comedia de 1951 Love Nest, protagonizada por una joven Marilyn Monroe. Además de actriz, también fue guionista de tres de las primeras películas mudas: en 1916, el drama dirigido por Edwin Carewe Her Great Price, protagonizado por Mabel Taliaferro; en 1917, el drama dirigido por John G. Adolfi A Modern Cinderella, protagonizado por June Caprice; y en 1921, Her Mad Bargain, dirigida por Edwin Carewe y protagonizada por Anita Stewart y Arthur Edmund Carewe.
Murió en la ciudad de Nueva York, Nueva York en 1962 a la edad de 82 años.

## Filmografía parcial
| - The Fight for Freedom (1908, cortometraje) - Juanita - The Kentuckian (1908, cortometraje) - The Tavern Keeper's Daughter (1908, cortometraje) - Mother - The Fatal Hour (1908, cortometraje) - His Auto's Maiden Trip (1912, cortometraje) - A Modern Cinderella (1917, escritora) - Fair Lady (1922) - Lucrezia - The Heart of a Siren (1925) - Lisette - The Beautiful City (1925) - Mamma Gillardi - That Royle Girl (1925) - La chica de Baretta - Seeing Things (1930) - Beauty for Sale (1933) - cliente de Madame Sonia (sin acreditar) - I Married an Angel (1942) - Mrs. Roquefort (sin acreditar) - Hangmen Also Die! (1943) - Patriota checa (sin acreditar) - Lady of Burlesque (1943) - Mujer policía (sin acreditar) - The North Star (1943) - Granjera (sin acreditar) - The Bridge of San Luis Rey (1944) - Palace Crow (sin acreditar) - Abroad with Two Yanks (1944) - Dueña del perro (Precious) (sin acreditar) - Youth on Trial (1945) - Maude McGregor (sin acreditar) - Mama Loves Papa (1945) - Madame Dalba (sin acreditar) - Adventure (1945) - Casera - Black Angel (1946) - Madame (sin acreditar) - Gentleman Joe Palooka (1946) - Mrs. Archer (sin acreditar) - Wife Wanted (1946) - Mrs. Rutheridge (sin acreditar) - The Chase (1946) - Miss Connors (sin acreditar) | - It Happened on Fifth Avenue (1947) - Miss Parker (sin acreditar) - Nightmare Alley (1947) - Jane (sin acreditar) - The Bishop's Wife (1947) - Tercera señora - State of the Union (1948) - Grace Orval Draper - Michael O'Halloran (1948) - Mrs. Jane Crawford - Eight-Ball Andy (1948) - Mrs. Beasley - The Loves of Carmen (1948) - Vendedora de castañas (sin acreditar) - Good Sam (1948) - Mujer en el bus (sin acreditar) - Knock on Any Door (1949) - tía Lena (sin acreditar) - Bad Boy (1949) - Mrs. Meeham (sin acreditar) - Big Jack (1949) - Mujer hogareña (sin acreditar) - Hold That Baby! (1949) - Hope Andrews - Madame Bovary (1949) - Mme. Petree (sin acreditar) - That Forsyte Woman (1949) - Ann Forsyte Heyman - Bride for Sale (1949) - Eloise Jonathan (sin acreditar) - Blonde Dynamite (1950) - Primera viuda - It's a Small World (1950) - viuda en el Grotesque Cafe (sin acreditar) - Love Nest (1951) - Mrs. Braddock (uncredited) - Boots Malone (1952) - Mujer en la subasta (sin acreditar) - Love Is Better Than Ever (1952) - Señora secretaria (sin acreditar) - The Star (1952) - Amiga de Annie en la tienda (sin acreditar) - Silver Lode (1954) - Mrs. Elmwood - Lucy Gallant (1955) - Mujer en la venta (sin acreditar) - Top Gun (1955) - Mrs. Turner (sin acreditar) |